# Caecum rolani
Caecum rolani is een slakkensoort uit de familie van de Caecidae. De wetenschappelijke naam van de soort is voor het eerst geldig gepubliceerd in 2001 door Pizzini & Nofroni.